# Mamma Mia! (film)
Mamma Mia! is een Brits-Amerikaanse muziekfilm uit 2008 onder regie van Phyllida Lloyd. De productie is een filmadaptatie van de gelijknamige West End-musical, gebaseerd op de nummers van de popgroep ABBA. De titel verwijst naar het nummer Mamma mia, dat de groep uitbracht in 1975. De film werd geproduceerd door Universal Pictures samen met Playtone en Littlestar.

## Verhaal
Donna Sheridan (Meryl Streep) bezit als vrijgezelle Amerikaanse moeder een hotel op een Grieks eilandje. Haar twintigjarige dochter Sophie (Amanda Seyfried) staat op het punt te gaan trouwen met haar verloofde Sky (Dominic Cooper). Zij wil voor ze in het huwelijk treedt dolgraag weten wie nu eigenlijk haar vader is, waarover haar moeder nooit iets heeft losgelaten.
Wanneer Sophie in het dagboek van haar moeder leest, ontdekt ze dat ze drie mogelijke vaders heeft. Met alle drie deze totaal verschillende mannen heeft ze namelijk het bed gedeeld in de periode dat Sophie verwekt moet zijn. Ze is ervan overtuigd dat ze haar vader zal herkennen zodra ze hem ziet en heeft daarom in naam van haar moeder alle drie de mannen uitgenodigd voor de bruiloft. Enkele dagen voor de trouwerij komt het drietal samen op een boot aan. Het zijn de Amerikaanse architect Sam Carmichael (Pierce Brosnan), de Britse bankier Harry Bright (Colin Firth) en de Zweedse romanschrijver Bill Anderson (Stellan Skarsgård).
Alle drie de mannen zijn twintig jaar niet meer op het eiland geweest en reuze benieuwd waarom 'Donna' na al die tijd contact met ze heeft gezocht. Deze wordt compleet verrast en raakt in verwarring als ze hen alle drie tegelijk weerziet. Sophies overtuiging dat ze haar vader direct zou herkennen, komt bovendien niet uit. Haar bedrog met de uitnodigingen komt uit, maar ze haalt het drietal tegen de wil van Donna over toch te blijven voor de bruiloft, zonder haar eigen motieven prijs te geven. In de tussentijd hoopt ze meer over Sam, Harry en Bill te weten te komen om wellicht zo haar ware vader te achterhalen.
Sophie vraagt Sky om hulp, maar die reageert juist kwaad over het feit dat Sophie de drie mannen uitgenodigd heeft zonder eerst met hem te overleggen. Ze zoekt steun bij haar moeder. Tijdens de voorbereiding van het huwelijk lijkt de breuk tussen moeder en dochter eindelijk wat te verdwijnen. Donna stemt in om Sophie naar het altaar te begeleiden. Sam probeert ondertussen Donna zover te krijgen met hem te praten, maar ze is nog niet vergeten hoe hij haar destijds verliet.
Tijdens de bruiloft onthult Sam dat hij Donna destijds weliswaar verliet om met een andere vrouw te trouwen, maar daarvan afzag en naar Donna terugkeerde, maar toen zag dat ze al met een andere man was. Harry onthult dat Donna de enige vrouw voor hem was. Alle drie de mannen willen er graag voor Sophie zijn als haar vader. Sophie besluit op het laatste moment haar bruiloft uit te stellen, wat Sky eigenlijk al wilde, om met hem eerst nog een wereldreis te maken. Hierop vraagt Sam ten overstaan van iedereen Donna ten huwelijk en ze accepteert zijn aanzoek. Ook tussen Rosie en Bill blijkt een relatie te zijn ontstaan en Harry geeft toe dat hij op mannen valt. Sky en Sophie verlaten het eiland voor hun wereldreis.

## Rolverdeling
| Acteur             | Personage       | Opmerkingen                                               |
| ------------------ | --------------- | --------------------------------------------------------- |
| Meryl Streep       | Donna Sheridan  | Sophies moeder, eigenaar van een hotel, de "Villa Donna". |
| Amanda Seyfried    | Sophie Sheridan | Donna's dochter en Sky's verloofde                        |
| Pierce Brosnan     | Sam Carmichael  | Sophies potentiële vader #1 en een Amerikaans architect.  |
| Colin Firth        | Harry Bright    | Sophies potentiële vader #2 en een Britse bankier.        |
| Stellan Skarsgård  | Bill Anderson   | Sophies potentiële vader #3. Hij schrijft reisverhalen.   |
| Julie Walters      | Rosie           | een overtuigd vrijgezelle vrouw die graag lol maakt.      |
| Christine Baranski | Tanya           | een rijke driemaal gescheiden dame                        |
| Dominic Cooper     | Sky             | Sophies verloofde.                                        |
| Philip Michael     | Pepper          | een jongen die werkt bij Donna en achter Tanya aanzit.    |

### Cameo's
- Björn Ulvaeus - zichzelf
- Benny Andersson - zichzelf

## Achtergrond
De film kwam uit op 3 juli 2008 in Griekenland, 10 juli in het Verenigd Koninkrijk en 18 juli in de Verenigde Staten.
Mamma Mia! werd genomineerd voor onder meer twee Golden Globes (voor beste 'komedie of musical' en beste hoofdrolspeelster in dat genre - Meryl Streep), twee BAFTA Awards (beste muziek en beste Britse film) en voor een Grammy Award (beste filmmuziek). Streep won daadwerkelijk een People's Choice Award voor haar vertolking van het lied Mamma Mia. Zowel dat nummer als alle andere in de film zijn versies die door de acteurs zelf werden ingezongen.

### Productie
Mamma Mia! werd geregisseerd door Phyllida Lloyd, die eerder ook verantwoordelijk was voor de regie van de musical Mamma Mia! in West End, die nadien uitgroeide tot een van de grootste successen wereldwijd.
De film werd in 2007 gefilmd op verschillende locaties op de Griekse eilanden Skopelos, Skiathos en Damouchari. De ploeg begon met filmen op het eiland Skiathos van 29 augustus tot 30 augustus in de haven, en van 30 augustus tot 3 september in de trouwkapel. Filmen op het eiland Skopelos begon op 3 september en eindigde eind september. De verschillende locaties in Skopelos bestonden onder meer uit Agios Iannis tou Kastri (trouwlocatie), het strand van Kastani (bar), Agnondas, Amarantos, het strand van Velanio & Stafilos, de Nisi-buurt rond Glisteri (huis) en het strand van Milia.
Amanda Seyfried speelt de rol van Sophie. Eerdere actrices die werden overwogen voor de rol zijn Mandy Moore, Amanda Bynes, Rachel McAdams en Emmy Rossum.
De productieafdeling was gestationeerd in de Pinewood Studios en hoewel de film zich afspeelt op een Grieks eiland, werden veel scènes gefilmd in deze studio's, waar de belichting en temperatuur konden worden gecontroleerd.
De trailer van Mamma Mia! kwam uit in de week van 1 december, eerst tijdens Entertainment Tonight, daarna op internet.

### Ondertiteling
In Nederland en België zijn sommige stukken van liedjes wel en sommige niet ondertiteld. Alleen de stukken die nodig zijn om het verhaal te begrijpen zijn ondertiteld, de rest niet. Ook herhalingen van bijvoorbeeld refreinen werden niet ondertiteld. Bij de ondertiteling kwamen de meeste zinnen van de Nederlandse vertalingen van de ABBA-liedjes van het album van de musical Mamma Mia!.

### Uitgave en ontvangst
Mamma Mia! werd met gemengde reacties ontvangen door critici. Op Rotten Tomatoes gaf 53% van de recensenten de film een goede beoordeling. The Times gaf de film vier uit vijf sterren. Vaak gehoorde punten van kritiek waren dat het verhaal te weinig diepgang zou hebben en de film het vooral van de bekendheid van de nummers van ABBA moest hebben. Ook de keuze om enkele acteurs die niet echt bekendstonden om hun zangkwaliteiten te casten voor de film werd door critici vaak benadrukt in hun recensies. Vooral Pierce Brosnan kreeg veel kritiek over zich heen. De rol leverde Brosnan zelfs een Golden Raspberry Award op.
In financieel opzicht was Mamma Mia! echter een groot succes. De film bracht wereldwijd 602.609.487 dollar op, waarmee het de op vier na succesvolste film van 2008 was. Het was tevens de succesvolste Britse film ooit tot dusver, en de commercieel succesvolste film in het Verenigd Koninkrijk sinds Titanic.

### Vervolg
Vanwege het financiële succes van de film, maakte David Linde, medevoorzitter van Universal Studios, bekend dat een vervolg niet uitgesloten was. Hij zou volgens eigen zeggen blij zijn als Judy Craymer, Catherine Johnson, Phyllida Lloyd, Benny Andersson, en Björn Ulvaeus hiermee zouden instemmen, daar er nog genoeg nummers van ABBA over waren voor een tweede film. Deze sequel, Mamma Mia! Here We Go Again, kwam uit in juli 2018.

## Discografie

### Albums
| Album met eventuele hitnotering(en) in de Nederlandse Album Top 100 | Datum van verschijnen | Datum van binnenkomst | Hoogste positie | Aantal weken | Opmerkingen          |
| ------------------------------------------------------------------- | --------------------- | --------------------- | --------------- | ------------ | -------------------- |
| Mamma Mia!                                                          | 08-07-2008            | 19-07-2008            | 5               | 38           | The Movie Soundtrack |

| Album met hitnotering(en) in de Vlaamse Ultratop 200 albums | Datum van verschijnen | Datum van binnenkomst | Hoogste positie | Aantal weken | Opmerkingen                 |
| ----------------------------------------------------------- | --------------------- | --------------------- | --------------- | ------------ | --------------------------- |
| Mamma Mia!                                                  | 2008                  | 06-09-2008            | 5               | 28           | The Movie Soundtrack / Goud |

### Filmmuziek
1. "Honey, Honey" – Sophie
2. "Money, Money, Money" – Donna
3. "Mamma mia" – Donna
4. "Chiquitita – Donna Tanya & Rosie
5. "Dancing Queen" – Donna, Tanya & Rosie
6. "Our Last Summer" – Sophie, Sam, Harry & Bill
7. "Lay All Your Love on Me" – Sky & Sophie
8. "Super Trouper" – Donna, Tanya & Rosie
9. "Gimme! Gimme! Gimme! (A Man After Midnight)" – cast
10. "The Name of the Game" – Sophie & Bill
11. "Voulez-Vous" – cast
12. "SOS" – Sam & Donna
13. "Does Your Mother Know" – Tanya & Pepper
14. "Slipping Through My Fingers" – Donna & Sophie
15. "The Winner Takes It All" – Donna
16. "I Do I Do I Do I Do I Do" – Sam & Donna
17. "When All Is Said and Done" – Sam & Company
18. "Take a Chance on Me" – Rosie & Bill
19. "I Have A Dream" – Sophie
20. "Thank You For The Music" (verborgen nummer op de cd) – Sophie

Het muziekalbum bij de film verscheen op 8 juli 2008.
Aanvankelijk werd gemeld dat de nummers "Thank You for the Music", "Under Attack", "One of Us" en "Knowing Me, Knowing You", die wel in de musical voorkomen, de film niet hadden gehaald. "Waterloo" en "I Do, I Do, I Do, I Do, I Do" zijn wel te horen, maar niet terug te vinden op het album. Daarentegen is wel een extra nummer dat niet in de musical voorkomt toegevoegd aan de film: "When All is Said and Done". Dit was de hoofdsingle in Noord-Amerika van ABBA's laatste studioalbum, The Visitors.
Later tijdens de productie werd gemeld dat "Thank You for the Music" toch te horen zou zijn in de film, maar dan alleen tijdens de aftiteling. Sophie en Bills nummer "The Name of the Game" heeft de eindmontage niet overleefd. De scène is wel te zien in de verwijderde scènes op de dvd. "Under Attack" en "Knowing Me, Knowing You" zijn te horen als (korte stukjes) achtergrondmuziek in de film. Het liedje gespeeld door de band op Sophie's bruiloft is ook "Knowing Me, Knowing You".

## Prijzen en nominaties
Mamma Mia! won in totaal 9 prijzen:
- De Empire Award voor beste filmmuziek
- De publieksprijs voor beste internationale actrice (Meryl Streep) bij de Irish Film and Television Awards.
- De Golden Reel Award voor beste geluidsmontage.
- 2 National Movie Awards
- De People's Choice Award voor favoriete lied (Mamma Mia)
- De Golden Raspberry Award voor slechtste mannelijke bijrol (Pierce Brosnan)
- 2 Rembrandt Awards

Verder werd de film voor nog 15 andere prijzen genomineerd, waaronder twee Golden Globes.

## Trivia
- Benny Andersson, oud-ABBA-lid en medecomponist van de nummers, noemt Meryl Streep "een mirakel". Meryl Streep kwam naar Stockholm om het nummer "The Winner Takes it All" in te zingen. Ze deed het in één take.
- Alle vier Abba-leden waren aanwezig op de galapremière in Zweden. Het was voor het laatst in 1986 dat ze samen gezien waren.
- Benny Andersson en Björn Ulvaeus spelen een korte rol in de film: Benny als pianist op de boot tijdens "Dancing Queen" en Björn als Griekse god.
- De film kreeg een PG-13-rating van de MPAA vanwege seksueel getinte opmerkingen.[15]